# Золотой Феникс
«Золотой Феникс» — кинофестиваль, проводится в Смоленске с 2008 года. Учредители — Гильдия кинорежиссёров России и администрация Смоленска, при поддержке Министерства культуры России. Основными фестивальными площадками являются кинотеатры «Современник» и «Смена».

## Концепция и история
Фестиваль для кинорежиссёров; награждение актёров, сценаристов, операторов — крайне редкое, спецпризами. Задуман в форме ежегодного конкурса фильмов, режиссёрами которых стали известные кинематографисты. Фестиваль является конкурсным только для российских режиссёров, хотя несколько раз анонсировался как международный, однако зарубежные фильмы показывались вне конкурса в «Международной программе».
Президент фестиваля — Всеволод Шиловский. Инициатор проведения фестиваля — президент Гильдии кинорежиссёров РФ Марлен Хуциев, который в 2007 году предложил администрации города Смоленска провести кинофестиваль. Мэрией Смоленска была оказана помощь в решении организационных вопросов и выделены бюджетные средства на проведение фестиваля, причём до 2014 года, поскольку фестиваль был включён в план подготовки к 1150-летию Смоленска, и несмотря на кризис 2008 года не испытывал проблем с финансированием и проводился на довольно высоком уровне.
К 2022 году за 15 лет проведения фестиваля его посетили свыше 140 тысяч зрителей, было показано более 350 кинокартин.

## Призы
Главный приз — три статуэтки в виде птицы Феникс. Выполнены из серебра 925 пробы, с позолотой 999 пробы, весом 530 г., украшены бриллиантами, рубинами и сапфирами. Выполнены смоленским предприятием «Кристалл».
Главных приза три:
- Гран-при кинофестиваля «Бриллиантовый Феникс» — лучшему игровому фильму.
- Приз Дебют «Рубиновый Феникс» — лучшему дебюту режиссёра.
- Приз зрительских симпатий «Сапфировый Феникс».

Также учрежден с десяток специальных призов, названных в честь знаменитых смолян:
- «За лучшую музыку в кино» — приз имени композитора Михаила Глинки.
- «За лучший сценарий» — приз имени поэта Александра Твардовского.
- «За самый весёлый фильм» фестиваля учреждён приз имени Юрия Никулина.
- Лучшему продюсеру вручантся приз имени мецената Марии Тенищевой.
- «За лучшую театральную антрепризу» наградят призом имени актёра Анатолия Папанова.
- Лучший художник-постановщик получает приз имени скульптора Сергея Конёнкова.

Лауреатов выбирает профессиональное жюри.
Определение лауреата Приза зрительских симпатий в 2009—2011 годах велось путём анкетирования, через бланки для голосования, раздаваемые на просмотрах, однако из-за низкой степени объективности такой оценки с 2012 года определение победителя стало проводиться через фокус-группы зрителей.
Также кинематографисты ежегодно удостаиваются именных звёзд на «Аллее славы звезд кино».

## Аллея звёзд перед кинотеатром «Современник»
«Аллея славы звезд кино» перед кинотеатром «Современник» была открыта в 2007 году, с одной «звездой», посвящённой всем кинематографистам и так и называющейся «Звёзды кино», затем стали появляться именные звёзды — одна-три каждый год. Традиция закладки «звезды» предполагает личное участие героя в церемонии, исключение было сделано только в 2016 и 2020 году.
Именные «звёзды»:
- 2008 — режиссёров Эльдара Рязанова и Станислава Говорухина, Веры Глаголевой как первого лауреата Гран-при фестиваля
- 2009 — народного артиста СССР, Президента Гильдии кинорежиссёров России Марлена Хуциева, и народного артиста России, кинорежиссёра Сергея Никоненко
- 2010 — народной артистки СССР Людмилы Гурченко и народного артиста России, кинорежиссёра Всеволода Шиловского
- 2011 — народного артиста России Александра Филиппенко и народного артиста РСФСР Серегя Юрского
- 2012 — народного артиста СССР Василия Ланового[9] и кинорежиссёра, народного артиста РСФСР Владимира Меньшова
- 2013 — народного артиста РСФСР Валентина Гафта, народных артистов России Сергея Гармаша и Сергея Соловьёва
- 2014 — народного артиста России певца Иосифа Кобзона и народного артиста России композитора Максима Дунаевского
- 2015 — народной артистки России Татьяны Догилевой и актёра и режиссёра Вениамина Смехова
- 2016 — народного артиста СССР Юрия Соломина и народного артиста России, кинорежиссёра Александра Митты
- 2017 — народного артиста России Эммануила Виторгана
- 2018 — заслуженной артистки РСФСР Натальи Варлей
- 2019 — народной артистки России Ларисы Удовиченко
- 2020 — актёра, драматурга и режиссёра Александра Адабашьяна
- 2021 — народного артиста России Валерия Баринова
- 2022 — народной артистки России Юлии Рутберг
- 2023 — народного артиста России Сергея Степанченко
- 2024 — президента Гильдии кинорежиссеров России Николая Лебедева

## Фестивали по годам

### 2008 — I
27 сентября по 3 октября.
В конкурсную программу вошли 25 игровых фильмов.
В жюри вошли кинорежиссёры Эльдар Рязанов, Владимир Фокин, Владимир Грамматиков, Валерий Ахадов и кинодраматург Аркадий Инин.
Награды:
- Главный приз «Золотой Феникс» — режиссёр Вера Глаголева за картину «Чёртово колесо».
- Приз «Дебют» — победителями стали режиссёр фильма «Лера» Татьяна Догилева и режиссёр фильма «Медвежья охота» Валерий Николаев.

Зрительское голосование в первый год фестиваля не проводилось.
Специальный приз «Золотой Феникс» с формулировкой «За вклад в развитие киноискусства» вручен Наталье Бондарчук за фильм «Пушкин. Последняя дуэль».
Призы Гильдии кинорежиссёров России достались Станиславу Говорухину за фильм «Пассажирка» и Светлане Дружининой за фильм «Виват, Анна Иоанновна!»
Источники

### 2009 — II
19 по 25 сентября.
В конкурсную программу вошли 19 игровых фильмов.
Жюри: кинорежиссёры Сергей Никоненко, Игорь Масленников, Евгений Герасимов, Владимир Грамматиков, композитор Евгений Дога, актриса и режиссёр Ирина Апексимова.
Награды:
- Главный приз «Золотой Феникс» — Вере Глаголевой, режиссёру фильма «Одна война»
- Приз «Дебют» получили два режиссёра:
  - Андрею Соколову, режиссёру фильма «Артефакт»
  - Сергею Мокрицкому, режиссёру фильма «Четыре возраста любви»
- Приз зрительских симпатий — Филиппу Янковскому, режиссёру фильма «Каменная башка»

Источники

### 2010 — III
11 по 17 сентября.
В конкурсную программу вошли 16 фильмов.
Жюри в составе кинорежиссёров Аллы Суриковой, Хуциев, поэтессы Рубальская, актёров Мищенко и Сергея Шакурова.
Награды:
- Главный приз «Золотой Феникс» — Гарику Сукачёву, режиссёру фильма «Дом Солнца»
- Приз «Дебют» — Юрию БЫКОВУ, режиссёру фильма "Жить
- Приз зрительских симпатий — Сергею Степанченко, режиссёру фильма «Следы на песке»

Источники

### 2011 — IV
27 августа — 2 сентября.
В конкурсную программу вошли 22 фильма, в том числе 16 игровых и 6 документальных.
Жюри в составе: кинорежиссёра Веры Глаголевой (председатель), актёров Анатолия Кузнецова, Алексея Петренко, Валентины Талызиной, кинопродюсера Раисы Фоминой.
Награды:
- Главный приз кинофестиваля «Золотой Феникс» в этом году получили два фильма:
  - Андрею Звягинцеву, режиссёру фильма «Елена»
  - Сергею Маховикову, режиссёру фильма «Тихая застава»
- Приз «Дебют» — Сергею Швыдкому и Фуаду Ибрагимбекову, режиссёрам фильма «Летит»
- Приз зрительских симпатий — Фильму «Выкрутасы», режиссёр Леван Габриадзе

Источники

### 2012 — V
2-8 сентября.
Жюри: режиссёр Владимир Меньшов (председатель), сценарист Александр Бородянский, актрисы Вера Алентова, Лариса Голубкина и Елена Цыплакова, кинообозреватель, Член Правления Гильдии киноведов и кинокритиков России Ольга Галицкая.
Награды:
- Приз «Бриллиантовый Феникс» — фильму «Кококо», режиссёр Авдотья Смирнова
- Приз «Рубиновый Феникс» (Дебют) — фильму «Всё просто», режиссёр Соня Карпунина
- Приз «Сапфировый Феникс» (Приз зрительских симпатий) — фильму «Охота на принцессу», режиссёр Светлана Дружинина

Источники

### 2013 — VI
25-31 августа.
В конкурсную программу вошёл 21 фильм, в том числе 17 игровых и 4 документальных.
Жюри под председательством актёра и режиссёра Александра Панкратова-Черного также вошли сценарист и актёр Аркадий Инин, писатель и главный редактор «Литературной газеты» Юрий Поляков, писатель и кинорежиссёр Алексей Симонов и актриса Ольга Хохлова.
Награды:
- Главный приз «Бриллиантового Феникса» — фильм «Майор» режиссёра Юрия Быкова
- «Рубиновый» Феникс за «лучший дебют» — фильм «Иван сын Амира» режиссёра Максима Панфилова
- «Сапфировую» статуэтку — приз зрительских симпатий — фильму «Игра в правду» режиссёра Виктора Шамирова

Источники

### 2014 — VII
В конкурсной программе участвовало 18 фильмов.
Жюри под председательством режиссёра Марлена Хуциева: актрисы Ирина Лачина, Наталья Хорохорина, актёр Юрий Чернов и киновед Светлана Хохрякова.
Награды:
- Главный приз статуэтка «Бриллиантовый» Феникс — фильму Веры Глаголевой «Две женщины»
- «Рубиновый» Феникс за дебют — короткометражная драма «Папа» музыканта Алексея Воробьева
- «Сапфировую» статуэтку — приз зрительских симпатий — Вере Сторожевой за картину «9 дней и одно утро»

Источники

### 2015 — VIII
8-12 сентября.
В конкурсных программах представлено 25 полнометражных и короткометражных фильмов.
Жюри под председательством режиссёра и сценариста Александра Прошкина, вошли актёры Николай Чиндяйкин и Андрей Анкундинов, актрисы Светлана Немоляева и Светлана Светличная, сценарист и режиссёр Александр Бородянский.
Награды:
- Гран-при «Бриллиантовый» — картина Алексея Петрухина «Училка»
- «Рубиновый» Феникс за дебют — Сергей Пускепалис, за фильм «Клинч»
- «Сапфировую» приз зрительских симпатий — Сергею Никоненко за комедию «Охота жить»

Источники

### 2016 — IХ
3-6 сентября.
Фестиваль посетили более 15 тысяч зрителей.
В программу включено 25 игровых картин: 16 полнометражных и 9 короткометражек.
Жюри возглавила кинорежиссёр Алла Сурикова, члены жюри: кинорежиссёр Александр Адабашьян, поэты Симон Осиашвили и Владимир Вишневский, а также певица Людмила Бодрова.
Награды:
- Гран-при «Бриллиантового Феникса» — Станислав Говорухин за игровой фильм «Конец прекрасной эпохи»
- приз-дебют «Рубиновый Феникс» — Кириллу Сафонову за короткометражный фильм «Четвёртый»
- приз зрительских симпатий «Сапфировый Феникс» — режиссёру Ксении Баскаковой за фильм «Птица»

Источники

### 2017 — Х
3 по 7 сентября.
В конкурсных программах было представлено 22 игровых фильма, двенадцать полнометражных и десять короткометражных.
Так, в числе полнометражных фильмов значатся такие ленты, как «28 панфиловцев», «Графомания», «Из Уфы с любовью», «Кухня. Последняя битва», «Любовь без правил», «Мама Люба», «Нелюбовь», «Ничей», «С пяти до семи», «Тэли и толи», «Частное пионерское — 3», «Язычники».
Жюри под председательством кинодраматурга Аркадия Инина, вошли актёры Эммануил Виторган и Александр Пашутин, актрисы Лариса Лужина, Валентина Талызина и певица Людмила Бодрова.
Награды:
- Гран-при — фильму «Нелюбовь», режиссёр Андрей Звягинцев.
- Приз Дебют — фильму «Язычники», режиссёр Лера Суркова.
- Приз зрительских симпатий — фильму «Графомафия», режиссёры Владимир Зайкин и Эдуард Радзюкевич.

Источники

### 2018 — XI
2 по 6 сентября.
В конкурсе было представлено 14 игровых полнометражных и 9 короткометражных игровых фильмов.
В жюри: народные артисты РФ Наталья Гвоздикова, Аристарх Ливанов, Александр Голобородько, заслуженная артистка РФ Наталья Варлей, заслуженный деятель искусств РФ Владимир Грамматиков.
Награды кинофестиваля:
- Гран-при — фильм «Салют-7» режиссёра Клима Шипенко
- Приз Дебют — Константин Хабенский, режиссёр фильма «Собибор»
- Приз зрительских симпатий — «Ну, здравствуй, Оксана Соколова!» режиссёра Кирилла Васильева

Источники

### 2019 — XII
7 по 11 сентября.
В конкурсную программу вошли 19 фильмов: 10 полнометражных и 9 короткометражных.
Жюри под председательством актрисы Ольги Кабо, вошли актёры Сергей Колесников и Анатолий Журавлёв, актриса Лариса Удовиченко, кинодраматург Аркадий Инин.
Награды:
- Гран-при — Юрию Быкову, режиссёру фильма «Завод»
- Приз Дебют — Антону Коломейцу, режиссёру фильма «Ваш репетитор»
- Приз Зрительских симпатий — Дарье Биневской, режиссёру короткометражного фильма «Меня зовут Петя»

Источники

### 2020 — XIII
5 по 9 сентября.
Несмотря на коронавирусные ограничения фестиваль прошёл в традиционном формате с учётом всех требований безопасности и санитарных норм.
В конкурсной программе было представлено 12 полнометражных картин и 6 короткометражек.
Жюри: актёр, режиссёр и сценарист Александр Адабашьян, актёры Сергей Никоненко и Александр Рапопорт, певица Людмила Бодрова, актриса Наталья Бочкарева.
Награды:
- Гран-при — Наталье Назаровой за «Простой карандаш».
- Приз Дебют «Рубиновый Феникс» — режиссёр Полина Ольденбург за фильм «Корпорация Ad Libitum».
- приз зрительских симпатий «Сапфировую» статуэтку — Светлане Сухановой, режиссёру ленты «Счастье в конверте».

Источники

### 2021 — XIV
25 по 29 сентября.
В конкурсной программе было представлено 12 полнометражных и 5 короткометражных игровых фильмов.
Жюри: певица, актриса, Заслуженная артистка России Людмила Бодрова, композитор, поэтесса, певица, Заслуженная артистка России Ирина ГРИБУЛИНА, актёр театра и кино, Заслуженный артист России Андрей Межулис, актёр, режиссёр, Народный артист России Сергей Никоненко, артист эстрады, актёр театра и кино Игорь Христенко.
Награды:
- Гран-при — фильму «Пальма», режиссёр Александр Домогаров мл.
- Приз Дебют — Александру Петрову, режиссёру короткометражного фильма «Ангел»
- Приз Зрительских симпатий — фильму «Капитан Голливуд», режиссёр Евгений Татаров

### 2022 — XV
3 по 7 сентября.
В конкурсной программе было представлено 10 полнометражных и 10 короткометражных игровых картин.
Полнометражные фильмы: «Райцентр» режиссёра Натальи Назаровой, «Маруся Фореvа!» режиссёра Александра Галибина, «Мария. Спасти Москву» режиссёра Веры Сторожевой, «Новенький», режиссёра Александра Кулямина, «Семья года», режиссёра Айнура Аскарова, «Нормальный только я» режиссёра Антона Богданова, «Клоун – это я! » режиссёра Андрея Носкова, «Синдром отложенного счастья» режиссёра Татьяны Колгановой, «Небо» режиссёра Игоря Копылова, «Учёности плоды» режиссёра Игоря Угольникова.
Жюри: драматург Аркадий Инин, актёр и каскадер Александр Иншаков, актёр Игорь Христенко, режиссёр Олег Ремизов, актёр Борис Щербаков.
Награды:
- Гран-при — фильм «Райцентр», режиссёра Натальи Назаровой
- Приз «Дебют» — режиссёру Татьяне Колгановой с её дебютной картиной «Синдром отложенного счастья»
- Приз зрительских симпатий — фильму «Небо» режиссёра Игорю Копылову

Источники

### 2023 — XVI
8 по 12 сентября
В конкурсной программе — 28 игровых кинокартин, из них 12 полнометражных.
Жюри: Председатель Союза кинематографистов Республики Беларусь Виктор Васильев; режиссёр, Народная артистка России Алла Сурикова; актриса, Заслуженная артистка России Марина Яковлева; актриса, Заслуженная артистка России Галина Бокашевская; киноэксперт, начальник Международного отдела Союза кинематографистов России Юрий Колосов; киновед, научный сотрудник ВГИКа Алексей Беззубиков.
Награды:
- Гран-при — фильму «Мистер Нокаут», режиссёр Артём Михалков
- Приз Дебют — Светлане Устиновой, режиссёру фильма «Время года зима»
- Приз Зрительских симпатий — фильму «Портной из Бруклина», режиссёр Евгений Серов

Источники

### 2024 — XVII
Прошёл с 13 по 17 сентября 2024 года в Смоленске. Основными фестивальными площадками стали «Современник» и «Смена».
На фестивале было показано 25 картин. В конкурсную программу вошли 13 полнометражных и 7 короткометражных игровых фильмов.
Жюри: президент Гильдии кинорежиссеров России Николай Лебедев, народные артисты России Сергей Никоненко и Александр Пашутин, режиссер Вера Сторожева, киновед Алексей Беззубиков.
Награды
- Гран-при — фильму «Танцуй, селёдка!» режиссёра Александры Лупашко
- Приз за дебют — фильму «Ненормальный» режиссёра Ильи Маланина
- Приз Зрительских симпатий — фильму «Мухадракон» режиссёра Татьяны Колгановой

Источники